# Alvis Saracen
FV603 Saracen – brytyjski sześciokołowy transporter opancerzony produkowany przez zakłady Alvis w latach 1952-1972.

## Historia
Pojazd opracowany został w odpowiedzi na zapotrzebowanie na serię nowych wozów bojowych, w tym transporter opancerzony, zgłoszone przez British Army wkrótce po zakończeniu II wojny światowej. Pierwszy prototyp wyprodukowany został w 1952 roku, w grudniu tego samego roku rozpoczęła się produkcja seryjna. Saracen stał się standardowym transporterem opancerzonym armii brytyjskiej, wykorzystywanym m.in. podczas konfliktu w Irlandii Północnej. W latach 60. rozpoczęto stopniowe wycofywanie pojazdu na rzecz nowego FV432, jednak produkcja Saracena z przeznaczeniem na eksport była kontynuowana do 1972 roku. Ostatnie pojazdy Saracen zakończyły służbę w British Army w 1993 roku.

## Konstrukcja
Silnik pojazdu umieszczony jest z przodu, w tylnej części znajduje się przedział pasażerski. Załoga pojazdu składa się z dwóch osób – kierowcy i strzelca. Uzbrojenie pojazdu stanowią dwa karabiny maszynowe – jeden umieszczony w wieży (Browning kal. 7,62 mm), drugi nad przedziałem pasażerskim (Bren kal. 7,7 mm lub Browning).